# Манастир Мили
Манастир Мили се налази на тешко приступачном месту, 20 km од Пријепоља, у близини Бродарева, у атару села Гробнице. Данас се налази у рушевном стању, препознају се само зидови манастирске цркве, без прилазног пута и моста преко реке Лим, који га одваја од магистралног пута. Представља непокретно културно добро као споменик културе.

## Историја
Након опсежног истраживања утврђено је да је манастир из 13. века као задужбина Драгутина. Манастир се први пут помиње 1413. године, као караванска станица и претпоставља се да није старији од 15. века. Био је посвећен Светој Тројици. Црква је обновљена крајем 16. или почетком 17. века, о чему сведоче незнатни остаци фресака. Фрагменти камене пластике у унутрашњости храма потичу из времена обнове цркве.
Пљачкан је и пустошен од стране Турака, у 18. веку порушен, када је потпуно запустео.